# Markus Hausen
Markus Hausen (* 22. Mai 1968 in Weißenburg in Bayern) ist ein deutscher Kameramann.

## Leben
Markus Hausen studierte Elektrotechnik von 1988 bis 1990 in Erlangen und anschließend Kamerawesen von 1991 bis 1996 an der Filmakademie Baden-Württemberg. Mit dem von Moriz Seibert inszenierten Drama David im Wunderland debütierte Hausen als Kameramann für einen Kinofilm. Hauptsächlich drehte er seitdem allerdings Fernsehfilme, darunter Das Zimmermädchen und der Millionär, Mein Flaschengeist und ich und zuletzt Die Rache der Wanderhure.
Hausen ist Mitglied im Berufsverband Kinematografie (BVK).

## Filmografie (Auswahl)
- 1997: Das Hochzeitsgeschenk
- 1998: David im Wunderland
- 1998: Schimanski: Geschwister
- 1998: Schimanski: Muttertag
- 1998: Balko – mehrere Folgen
- 1999: Schätze der Welt – Erbe der Menschheit. Palmyra – Die Königin der Wüste
- 1999: Schätze der Welt – Erbe der Menschheit. Aleppo – Tausendundein Basar
- 1999: Callboys – Jede Lust hat ihren Preis
- 1999: Ein Fall für Zwei – mehrere Folgen
- 2000: Wolffs Revier – mehrere Folgen
- 2000: Eine Hand voll Glück
- 2000: Mein Leben gehört mir
- 2000: SK Kölsch – mehrere Folgen
- 2001: Paps, Versprechen hält man!
- 2001: Die Explosion – U-Bahn-Ticket in den Tod
- 2001: Wilder Hafen Ehe
- 2001: Edel & Starck – mehrere Folgen
- 2002: Kommissarin Göllner – Böses Mädchen
- 2003: Claras Schatz
- 2004: Sex & mehr
- 2004: Das Zimmermädchen und der Millionär
- 2004: Tatort – Märchenwald
- 2005: Tatort – Dunkle Wege
- 2005: Mein Vater, seine Neue und ich
- 2006: Polizeiruf 110 – Schneewittchen
- 2006: Abschnitt 40 – mehrere Folgen
- 2006: Doktor Martin – mehrere Folgen
- 2007: Die andere Hälfte des Glücks
- 2007: Beim nächsten Tanz wird alles anders
- 2008: Safari ins Glück
- 2008: Kommissarin Lucas – Der schwarze Mann
- 2008: Kommissarin Lucas – Wut im Bauch
- 2008: Polizeiruf 110 – Geliebter Mörder
- 2008: SOKO Kitzbühel – mehrere Folgen
- 2008: Der Schwarzwaldhof – Falsches Spiel
- 2009: Vorzimmer zur Hölle
- 2009: Mein Flaschengeist und ich
- 2010: Countdown – mehrere Folgen
- 2011: Vorzimmer zur Hölle – Streng geheim!
- 2011: Beate Uhse – Das Recht auf Liebe
- 2011: Isenhart – Die Jagd nach dem Seelenfänger
- 2012: Die Rache der Wanderhure
- 2012: Unter Frauen
- 2012: Marie Brand und das Lied von Tod und Liebe
- 2013: Der Knastarzt – mehrere Folgen
- 2014: Ein Fall von Liebe – mehrere Folgen
- 2014: Unter Gaunern – mehrere Folgen
- 2014: Herzensbrecher – mehrere Folgen
- 2014: Zorn – Vom Lieben und Sterben
- 2015: Club der roten Bänder – mehrere Folgen
- 2016: Die Chefin – mehrere Folgen
- 2017: Kommissarin Heller – Verdeckte Spuren
- 2017: Der Kommissar und das Kind (Fernsehfilm)
- 2018: Chaos-Queens: Lügen, die von Herzen kommen (Filmreihe, Film 4)
- 2019: Ein starkes Team – Eiskalt
- 2020–2023: Der Bergdoktor (Fernsehserie, 8 Folgen)